# Drymophila malura
El tiluchí estriado oriental ( Drymophila malura), también conocido como  tiluchí estriado (en Argentina y Paraguay), batará coludo estriado (en Argentina) o tiluchí gris,  es una especie de ave paseriforme de la familia Thamnophilidae perteneciente al género Drymophila. Es nativa del centro suroriental de América del Sur.

## Distribución y hábitat
Se distribuye en el sureste de Brasil (del sur de Minas Gerais y Río de Janeiro hacia el sur hasta el este y sur de Paraná, Santa Catarina y norte de Río Grande do Sul), sureste de Paraguay (Alto Paraná, Caazapá, este de Paraguarí, Itapúa) y noreste de Argentina (Misiones).
Esta especie es poco común y local en el sotobosque de bosques húmedos de la Mata Atlántica, principalmente debajo de los 1400 m de altitud. Prefiere el enmarañado denso de vegetación y los bambuzales de bosques secundarios.

## Sistemática

### Descripción original
La especie D. malura fue descrita por primera vez por el naturalista neerlandés Coenraad Jacob Temminck en 1825 bajo el nombre científico Myothera malura; localidad tipo «Ipanema, São Paulo, Brasil».

### Etimología
El nombre genérico femenino «Drymophila» proviene del griego «drumos»: bosque, bosquecillo, soto y «philos»: amante; significando «amante del sotobosque»; y el nombre de la especie «malura», proviene del griego «malos»: suave, débil y «ouros»: de cola; significando «de cola suave».

### Taxonomía
Es monotípica.